# Bromstens IK
Bromstens IK är en idrottsklubb i Bromsten i Stockholms kommun
Klubben grundades 1 augusti 1910 av Hjalmar Lagerkvist. Redan 1912 startade Bromstens IK idrott för kvinnor. Under åren har mängder av idrotter bedrivits i Bromstens IK som boxning, cykling, friidrott, orientering, bandy, gymnastik, handboll, skytte, skidåkning och fotboll. På senare år har verksamheten koncentrerats runt fotbollen. Flera namnkunniga fotbollsspelare har spelat fotboll i Bromstens IK som, Kalle Flygar, Putte Ramberg, Magnus Hultén, Christer Youseff, Glenn Myrthil 
Bromstens IK hemmaplan är Bromstens Idrottsplats där man också har sitt klubbhus.
2023 har Bromstens IK flera spelare i elitfotbollen, Bilal Hussein, Oscar Pettersson, Taha Ali, Ahmad Faqa